# Gnamptogenys aculeaticoxae
Gnamptogenys aculeaticoxae är en myrart som först beskrevs av Santschi 1921.  Gnamptogenys aculeaticoxae ingår i släktet Gnamptogenys och familjen myror. Inga underarter finns listade i Catalogue of Life.